# Каріна/Арієс (газові родовища)
Каріна та Арієс — офшорні газові родовища Аргентини, розташовані в Атлантичному океані біля узбережжя острова Вогняна Земля.

## Загальний опис
Виявлені на території ліцензійної ділянки CMA-1, розробку якої веде консорціум під керівництвом нафтогазового гіганту Total (володіє 37,5 % часткою, так само як і німецька Wintershall). Розробка родовищ здійснюється в межах єдиного проекту, видобувні запаси якого складають 55 млрд.м3 та біля 6 млн.т ЗНГ та конденсату.
Родовище Арієс відкрите у 1981 році в 30 км від узбережжя Вогняної Землі, в районі з глибинами моря 60-80 метрів. Між 1982 та 1995 було пробурено чотири розвідувальні свердловини, які встановили наявність вуглеводнів на рівні 1600 метрів нижче океанського дна.
Родовище Каріна відкрите у 1983 році в 80 км від узбережжя в районі з глибинами моря 80-100 метрів. До 1999 було пробурено тринадцять розвідувальних свердловин, що виявили газові поклади у 1000 метрів нижче дна.
Розробка родовищ, з урахуванням невеликої глибини, організована з використанням платформ. Проте з метою оптимізації витрат вони виконані у дистанційно керованому варіанті. Продукція доставляється до суходолу на газопереробний завод Río Cullen через трубопроводи:
- довжиною 80 км та діаметром 600 мм від родовища Каріна;
- довжиною 21 км та діаметром 450 мм від родовища Арієс.

Враховуючи природні умови Південної Атлантики, коли температура океану в районі видобувних платформ тримається на рівні 2 градусів, передбачений вприск у суміш моноетиленгликолю, що дозволяє її стабільне транспортування. Суміш надходит до першого ГПЗ Río Cullen, де конденсат та ЗНГ виокремлюються, після чого газ транспортується до ГПЗ Casadón Alfa, на якому передається до газопроводу Сан-Мартін, що веде у центральні райони Аргентини.
Родовища були готові до розробки у 2005 році, проте до розширення відповідних газотранспортних потужностей видача з них продукції відтермінували до наступного року.